# Codex Guelferbytanus 58.4 Augusteus 8°
Der Codex Guelf. 58.4 Aug. 8° ist eine Sammelhandschrift, die aus zwei unterschiedlichen Texten besteht. Diese stammen aus der Zeit um 1300 bis etwa 1325. Beiden gemeinsam ist, dass sie Übersetzungen biblischer und liturgischer Texte in frühmittelniederdeutscher Sprache enthalten. Bei dem älteren Text handelt es sich um die Übertragung eines Psalters, bei dem etwas jüngeren handelt es sich um ein Brevier. Beide Werke stammten mit großer Wahrscheinlichkeit aus dem östlichen Herzogtum Westfalen. Das Werk befindet sich heute in der Herzog August Bibliothek in Wolfenbüttel.

## Verbleib und Erforschung
Die Handschrift befindet sich heute in der Herzog August Bibliothek in Wolfenbüttel. Ihre vorangegangene Verbleibgeschichte bis zum Ankauf für die Bibliothek ist unklar. 
Erwähnt wurde der Codex erstmals wohl 1826 in Karl Schellers „Bücherkunde der sassisch-niederdeutschen Sprache.“ Eine erste detailliertere Beschreibung stammt von Conrad Borchling aus dem Jahr 1902. Er plante ursprünglich selbst, die Texte zu edieren, übertrug die Aufgabe aber 1915 an den schwedischen Germanisten Erik Rooth. Dieser schrieb 1919 in Uppsala darüber seine Dissertation mit dem Titel: „Eine westfälische Psalmenübersetzung“. Diese enthält die Edition des ersten Teils der Handschrift. Rooth hält die Übersetzung der Psalmen für eine der ältesten, wenn nicht sogar für die älteste in niederdeutscher Sprache. Es würde sich um das „älteste größere Werk geistlicher Übersetzungsprosa der mittelniederdeutschen Periode“ handeln. In der Folge beschäftigte sich Rooth immer wieder mit dem Codex. Im Jahr 1969 veröffentlichte er zum zweiten Teil des Codexes die Arbeit: „Niederdeutsche Breviertexte des 14. Jahrhunderts aus Westfalen.“ Damit lag eine Edition des Gesamttextes vor. Jüngst wurde der Text im historisch digitalen Textarchiv – Niederdeutsch in Westfalen durch die Universitäten Münster und Bielefeld im Internet zugänglich gemacht.  
Beide Texte stammen nicht direkt aus dem Lateinischen, sondern die Schreiber haben Übersetzungen in fränkischer Sprache (wahrscheinlich aus dem ripuarischen Raum) herangezogen. Diese dürften aus der Zeit zwischen dem 12. und 13. Jahrhundert stammen. Im Fall des Psalters hat es möglicherweise auch eine unbekannte bereits niederdeutsche Zwischenstation auf dem Weg vom Lateinischen, über das Fränkische bis hin zum vorliegenden Text gegeben.

## Beschreibung
Der gesamte Codex im Format 17 × 12 cm besteht aus 218 Pergamentblättern. Der Text erscheint in einer gotischen Buchschrift. Die beiden Teile wurden von zwei unterschiedlichen Schreibern geschaffen. Beide gehörten aber wohl derselben Gemeinschaft an. 
Der Psalter umfasst die Blätter 1r bis 122r. Eine Seite umfasst 20 Zeilen. Er beginnt mit dem Psalm 15, 9 und endet mit dem Psalm 150. Im Gegensatz zur Vulgata ist die Reihenfolge der Psalmen 42 und 43 vertauscht. An die Psalmen schließen sich die Cantica der Laudes, die drei Cantica aus dem Lukasevangelium (Benedictus, Magnificat, Nunc dimittis), das athanasische Glaubensbekenntnis und das Te Deum an. Der Psalter stammt aus der Zeit um 1300 oder etwas früher.
Textbeispiel (Auszug aus Psalm 22 [23])

„1. Got berigtet mi ande mi enbrechet nicht:
 
2. in der stat der weide bestadede he mi.

Ouer den watere der lavinge vorde he mi:
 
3. he becarde mine sele.
 
He leidde mi ouer de stige der regtiheit dorch sinen namen.
 
4. Wante ga ic in midden dem scade des dodes,
 
so en forte ic negein vuel: wante du mit mi bist.“

Der zweite Teil umfasst 105 Blätter (113r bis 218v). Eine Seite enthält 19 bis 23 Zeilen. Dieser Teil enthält ein ins Niederdeutsche übersetztes mittelalterliches Brevier. Der  Text orientiert sich am Breviarium Romanum (es fehlen das Kalendarium und verschiedene Offizien). Ansonsten sind die üblichen Offizien, patristische Homilien, Psalmen, Antiphonen, Responsorien, Versikel, Kollekten und Hymnen enthalten. Das Brevier wurde wahrscheinlich um 1325 geschrieben.

## Herkunftslokalisierung
Beide Texte stammen mit großer Wahrscheinlichkeit aus dem südöstlichen Verbreitungsgebiet des Westfälischen. Sprachvergleiche lassen es zu, die Herkunft auf die Gebiete der späteren Kreise Brilon und Meschede weiter einzugrenzen. Ein Hinweis, dass es von einer Bruderschaft (bordescap) stammte, führte zu dem Schluss, dass es in einem Männerkloster oder einer vergleichbaren Einrichtung entstanden sei. Rooth hatte ursprünglich die Herkunft aus dem Kloster Grafschaft angenommen. Dagegen spricht, dass das römische Brevier damals nicht von Benediktinern verwandt wurde. Wahrscheinlicher war, dass die Texte im Umfeld des Stifts Meschede entstanden waren. Dem dortigen Frauenstift waren einige männliche Kanoniker zugeordnet und das Stift wurde 1310 in eine Einrichtung für ein Kapitel von Kanonikern umgewandelt. Bei der Bruderschaft kann es sich auch um die Mescheder Kalandsbruderschaft aus Laien (sowohl Männer wie auch Frauen) und Klerikern handeln, die 1323 gegründet wurde. Zweifelsfrei nachgewiesen ist keine Herkunft. 
Ebenso unklar ist ihre Verwendung. Möglicherweise haben die Schriften zur privaten Andacht oder zu Unterrichtszwecken gedient. Ob sie auch für gottesdienstliche Zwecke gedient haben, muss zunächst Spekulation bleiben.